# نيا رودا
ني رودا (Νέα Ρόδα) هي مدينة في هالكيديكي في مقاطعة فوريا إلادا في اليونان.